# Barbula unguiculatula
Barbula unguiculatula är en bladmossart som beskrevs av C. Müller 1879. Barbula unguiculatula ingår i släktet neonmossor, och familjen Pottiaceae. Inga underarter finns listade i Catalogue of Life.